# Tawfik El Shawi
Tawfik Mohamed El Shawi, né le 15 octobre 1918 à Faraskur en Égypte et mort le 8 avril 2009, est un juriste et penseur islamique égyptien et membre du mouvement des frères musulmans.

## Biographie
Tawfik El Shawi étudie le droit à l'université égyptienne où il devient membre des frères musulmans. Il souhaite poursuivre ses études aux États-Unis mais c'est Hassan El Banna qui le convainc de se rendre plutôt en France, pour se rapprocher du mouvement de libération d'Afrique du nord et du mufti palestinien Mohammed Amin al-Husseini en résidence surveillée en région parisienne.
Il se rend alors en France et passe son doctorat dans une université parisienne de 1945 à 1949 (Théorie générale des perquisitions en droit pénal français et égyptien). Sur place, il entre en contact avec  de nombreux hommes politiques d'Afrique du nord comme Messali Hadj, Allal El Fassi, et Habib Bourguiba, et le penseur libanais Chakib Arslane.
Il revient ensuite au Caire pour enseigner à la faculté de droit.
En 1954, il est emprisonné deux ans par le régime de Nasser et radié de l'université.
Après sa sortie de prison en 1956, Tawfik El Shawi préfère quitter l'Égypte pour enseigner et travailler entre Rabat et Djeddah. Il est nommé juge de la cour suprême marocaine en 1959 et conseiller juridique du parlement marocain. Il est conseiller juridique de Ahmed Benbella et Mohamed Khider du bureau politique du FLN algérien de 1962 à 1964.
Il développe le concept de banque islamique en Arabie Saoudite.
Il revient en Égypte en 1975.

## Liens avec l'Algérie et les hommes politiques algériens
Dans les années 50 en Égypte, Tawfik El Shawi rencontre de nombreux Algériens venus au Caire comme l'islamiste Fodil El Ouartilani, qui était allé se former chez les frères musulmans, Chaddli El Mekki, Mohamed Khider, Ahmed Benbella et Hocine Ait Ahmed.
En 1956, Ahmed Benbella aurait promis à Tawfik Mohamed El Shawi qu’il serait responsable de la rédaction de la constitution algérienne après son indépendance. 

### Constitution algérienne
Tawfik Mohamed El Shawi travaille sur le brouillon d'une "petite" constitution à la villa Joly d’Alger dès l’été 1962 où se trouve le bureau politique du FLN et les appartements de Benbella et Khider. Il propose également que le bureau politique publie un manifeste annonçant la libération du peuple algérien et ce sans faire aucune référence aux accords d’Évian et au gouvernement provisoire qui auraient été placés selon lui par la France et n’avaient pas de légitimité. Tawfik Mohamed El Shawi travaille sur les grandes lignes de l’État algérien, il a carte blanche de Khider et Benbella, qui ne s’intéressent pas à la rédaction du projet mais plutôt aux coulisses du pouvoir selon ses déclarations dans ses mémoires.
Son projet de constitution proposait que l’Algérie soit une république arabe islamique avec une constitution démocratique et qu’elle adhérait au principe du non-alignement et que le socialisme était la base de son organisation sociale. 
Puis, après avoir consulté le bureau politique du FLN, Benbella préféra changer le nom de l’Algérie en « démocratie populaire » comme cela avait été décidé dans la charte de Tripoli, ce qui étonna Tawfik Mohamed El Shawi qui lui répliqua que cette dénomination était connue pour désigner les pays satellites de l’URSS, ce qui serait en contradiction avec le non-alignement. Benbella lui suggéra alors de rencontrer Ferhat Abbas qui tenait au choix de la charte de Tripoli. Tawfik El Shawi rencontra ainsi Ferhat Abbas et Ahmed Francis, mais il ne réussit pas à leur faire changer d'avis.
Tawfik El Shawi critique violemment Ferhat Abbas tout au long de ses mémoires, Il accuse ce dernier de vouloir effacer l’islam et l’arabité pour plaire à la France, et « franciser » l’Algérie depuis le manifeste du peuple algérien de 1943 qui aurait défendu selon lui l’union avec la France et la langue française contre les nationalistes et qu’il n’avait donc pas droit de regard sur l’avenir de l’Algérie "arabe et musulmane". Il se rapproche alors de Saïd Mohammedi qui essaya également, en vain, d'inscrire dans la constitution que l’Algérie soit une république algérienne islamique.
Il n'apprécie pas également les Français socialistes et communistes membres du FLN qui - selon lui - ne représentaient pas non plus le peuple algérien "arabe et musulman".
Tawfik El Shawi est également violent contre la langue berbère et la langue algérienne dialectale.
Durant le ramadan 1963, c'est lui qui rédige le discours radio de Mohamed Khider pour défendre la pratique du jeûne et dans lequel il déclare que « tout musulman qui ne pratiquerait pas strictement le Ramadan, ne pourrait pas être considéré comme algérien ».

### Proche des mouvements islamistes algériens
Tawfik Mohamed El Shawi, déçu par le FLN trop socialiste à son goût, se rapproche alors des islamistes algériens. 
En 1974, sous l’invitation de Mouloud Kacem Naît Belkacem, il participe au congrès de la pensée islamique à Constantine, il donne une conférence à l’université Émir Abdelkader intitulée « Le rôle de l’islam dans l’avenir du continent africain » dans lequel il développe l’idée selon laquelle l’Afrique du nord a résisté à la colonisation grâce à l’islam. Il y revient en 1989 pour un autre congrès où il intervient avec une conférence intitulée « Les questions de l’avenir » , il y développe l'idée selon laquelle la charia devrait être au-dessus de toutes les lois, une sorte de hiérarchie constitutionnelle. Il dénonce le légicentrisme dangereux où le pouvoir législatif n’a aucune limite, il propose de limiter les lois par une entité supérieure : la charia. Selon lui, les pays démocratiques occidentaux pratiquent la tyrannie totalitaire, car leurs lois ne sont limitées par aucun texte religieux ou valeurs fixes et ne respectent pas les droits des pays plus faibles et les colonisent et les assujettissent avec leur impérialisme. Ils appliquent les droits de l’Homme à leurs populations seulement, pas aux autres. Pour Tawfik El Shawi, le fait d’avoir le droit d’écrire ses propres lois est du paganisme et l’homme se prendrait ainsi pour dieu, comme Pharaon. 
Tawfik El Shawi devient proche de nombreux islamistes algériens comme El Hachemi Tijani, Tijani Haddam, Abassi Madani, Mahfoud Nahnah,Benyoucef Benkhedda. Il tente d'unifier les partis islamistes du FIS, Hamas et Nahda, sans succès.    
Durant la décennie noire des années 90, il est médiateur entre Abassi Madani et Ali Belhadj (en résidence surveillée) et le président Liamine Zeroual pour les inciter à négocier et à publier une déclaration pour cesser les violences (choses qu’ils refusèrent de faire tant qu’ils étaient privés de leur liberté). Il conseille également Zeroual de se méfier des « puissances étrangères » (sionistes, maçonniques) qui seraient - selon lui - responsables des actes terroristes, du soutien médiatique des ennemis de l’islam (les partis francophones et laïcs fabriqués par eux), et des tensions entre islamistes eux-mêmes.

## Ouvrages
Tawfik El Shawi a écrit une trentaine d’ouvrages en arabe sur le droit et la pensée islamique, dont « La Shura est le plus haut niveau de démocratie », sur le juriste égyptien Abd el-Razzâq el-Sanhourî, l’économie et la banque islamique, la charia « Suprématie de la Charia », « Les principes de base de l'organisation judiciaire dans les pays arabes », « L'encyclopédie moderne de la jurisprudence pénale islamique » et enfin « Mémoires d'un demi-siècle de travail islamique ». 

### Suprématie de la charia
Dans son ouvrage "La suprématie de la loi islamique" de 1988, il développe l’idée selon laquelle l’avenir de la pensée musulmane est de présenter au monde des jurisprudences doctrinales modernes pour créer des principes constitutionnels internationaux basés sur la suprématie de la loi divine (charia) sur la société et de son indépendance vis-à-vis de l’État et des gouvernants et du pouvoir législatif. La jurisprudence et la pensée doivent être la seule source de  la législation et de la constitution. Il ajoute que certaines pensées modernes européennes ont déjà été développées dans le monde musulman depuis plus de mille ans comme la séparation des pouvoirs, la responsabilité du gouvernant, le droit d’une nation de choisir ses représentants, de leur demander des comptes et de les destituer, ce qui représente la base de ce qui est appelé aujourd’hui "démocratie". Selon lui, d’autres principes islamiques importants pour le monde existent et n’ont pas encore été découverts par les systèmes modernes mais l’humanité en aurait besoin et il faudrait les partager.  
El Shawi déclare dans ce livre que les organisations internationales des droits de l’Homme par exemple n’ont pas de pouvoir exécutif pour appliquer leurs décisions et qu’elles sont donc contrôlées par les grandes puissances qui écrasent les petits États et n’empêchent pas l'installation de dictatures. C’est pourquoi il faudrait des lois supérieures aux États, des lois divines, auxquels seraient soumis tous les États, chose que l'Occident essaye de faire aujourd’hui avec le droit naturel et les droits de l’Homme. Mais ces droits de l’Homme sont vides de sens et n’ont aucun contenu clair, stable, les peuples n'y croient pas et ils n'aident pas à contrôler et limiter les dirigeants et les gouvernements. C’est pourquoi les droits de l’Homme ne sont que des slogans non appliqués et utilisés par les grandes puissances à travers les médias pour contrôler les peuples et les individus. Et c’est seulement quand ces droits de l’Homme seront rattachés à leur origine divine qu’ils deviendront souverains. La charia islamique offre une doctrine, qui représente l’unique solution pour donner aux peuples et aux individus une foi assez forte pour obliger l’application de la charia par l’État, le gouvernement et la société, et que même si ces derniers ne le respectent pas, cela reste des comportements fortement reconnus comme illégaux. En résumé, il affirme que le problème de la législation a été réglé par la civilisation islamique, en l’enlevant d’entre les mains des hommes qui utilisaient la loi pour soumettre les autres, et en la limitant seulement à la législation d’origine divine.